# Tutú

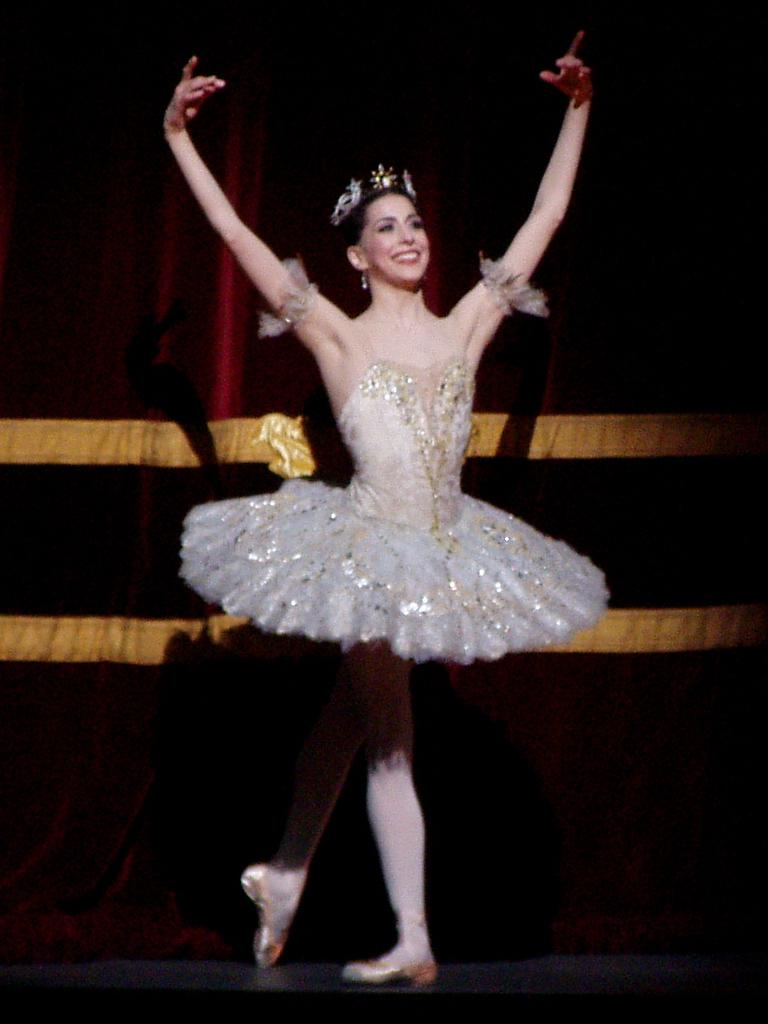
Tutú curt

Un tutú és una faldilla feta amb diverses capes de tul o d'un teixit similar, que duen molt habitualment les ballarines de dansa clàssica. Pot ser molt senzill, d'un sol color, i que es posa per sobre del mallot cordat amb una cinta, un gafet o una cremallera, però n'hi ha de molts colors, amb afegits i brocats. Els dels espectacles, i alguns de simples, van directament cosits al vestit, com si fos una sola peça, i en aquest cas es pot considerar que tot el vestit és un tutú, tot i que estrictament només ho és la faldilla. Acostuma a portar mitenes o manguets a joc, especialment si el mallot, o eventualment el cosset, és sense mànigues, i de vegades la indumentària acaba amb una lligadura al cap.

## Etimologia
La paraula en català tutú ve del francès tutu, llengua a la qual es va formar per duplicació de so tu, com a manera familiar de referir-se al tul de la faldilla i més concretament a aquesta.

## Tipus

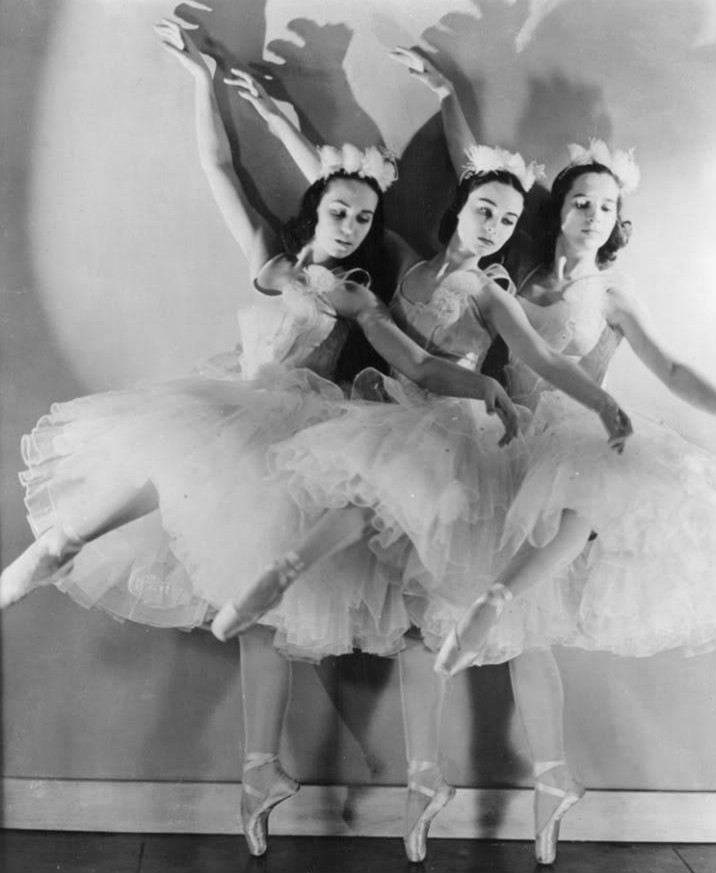
Tutú llarg

Els primers tutús van aparèixer al segle xix, concretament amb el ballet La sílfide (1831). Són el que actualment els ballarins catalanoparlants anomenen tutú llarg i que en altres camps s'anomena també tutú romàntic. Consisteix en dues o tres capes de tul frunzides a la cintura i a l'alçada del turmell. Els primers colors utilitzats eren el blanc i els pastels, i solien ser del mateix color que el mallot. Més tard, i a poc a poc, de vegades s'usaven també com una mena de cancan sota faldilles de personatges que representaven dones del poble o de vestits regionals. En aquests casos la faldilla es va escurçar fins al genoll, i podia substituir la faldilla tradicional.
A la fi del segle xix va aparèixer el que en català anomenem tutú curt, o simplement tutú, que deixa completament a la vista les cames i el cos de la ballarina. La faldilla pot tenir més capes de tul, que en aquest cas, dona rigidesa a la faldilla i una imatge de la ballarina que es considera menys melancòlica, i que pot fer moviments més ràpids. Aquest tutú el porten en algunes escoles les nenes petites, habitualment cosit al mallot i de color rosa pàl·lid o blanc.

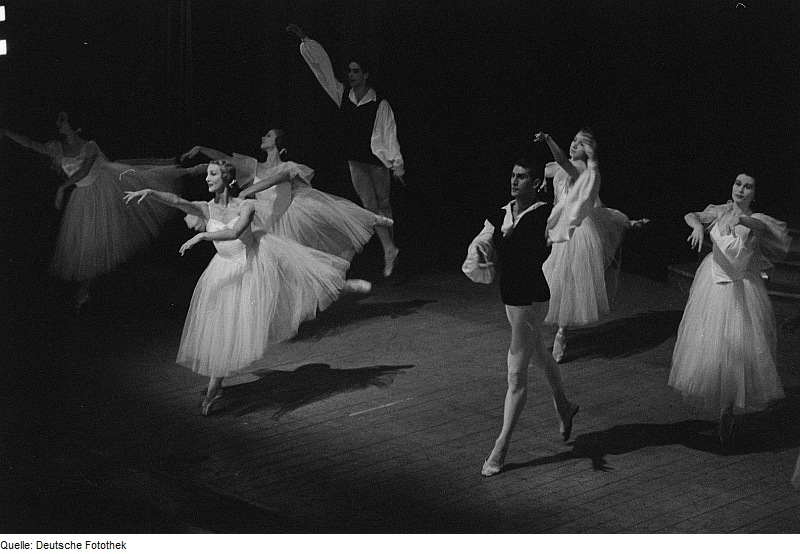
Tutú típic romàntic, de tul llarg i blanc
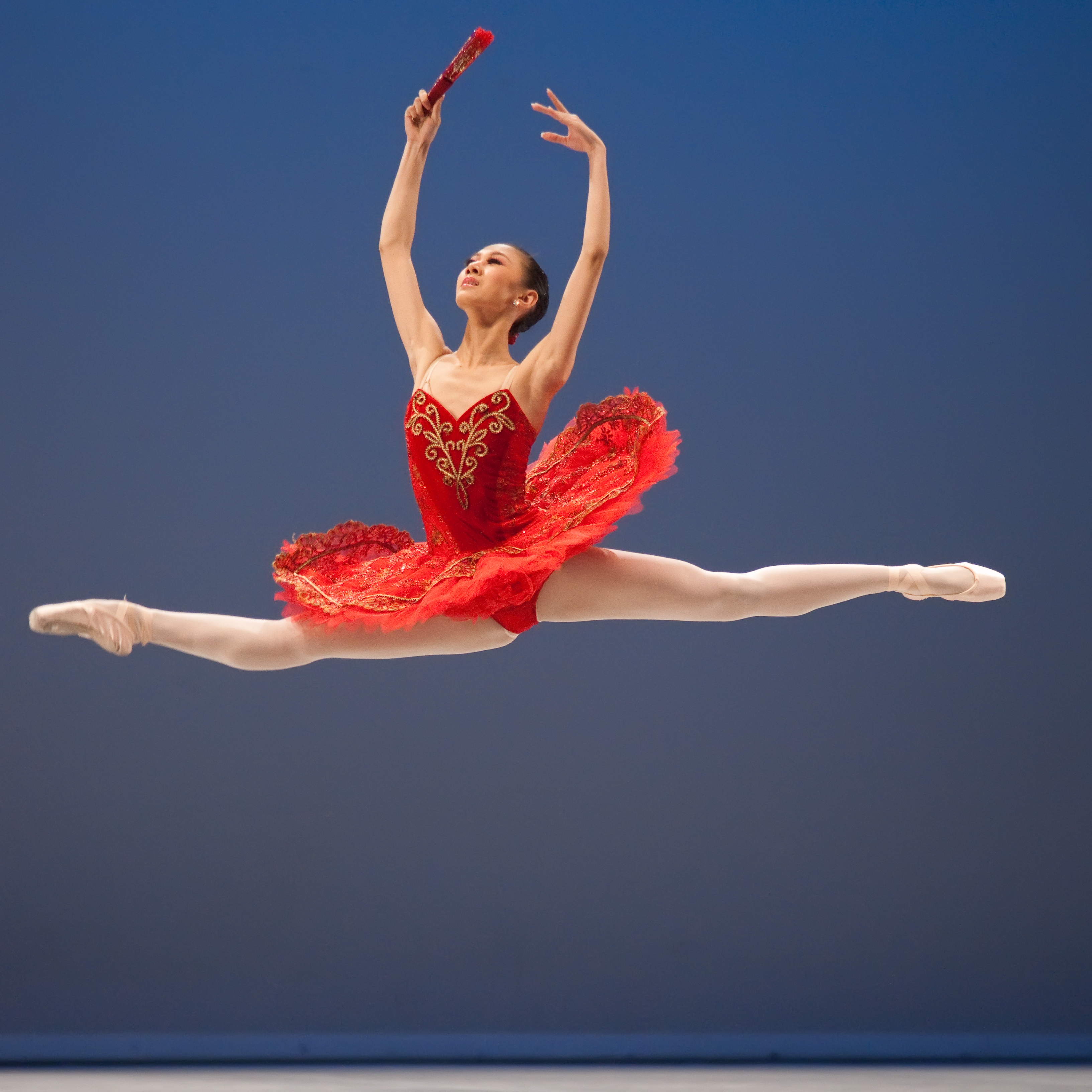
Salt amb el tutú clàssic típic actual
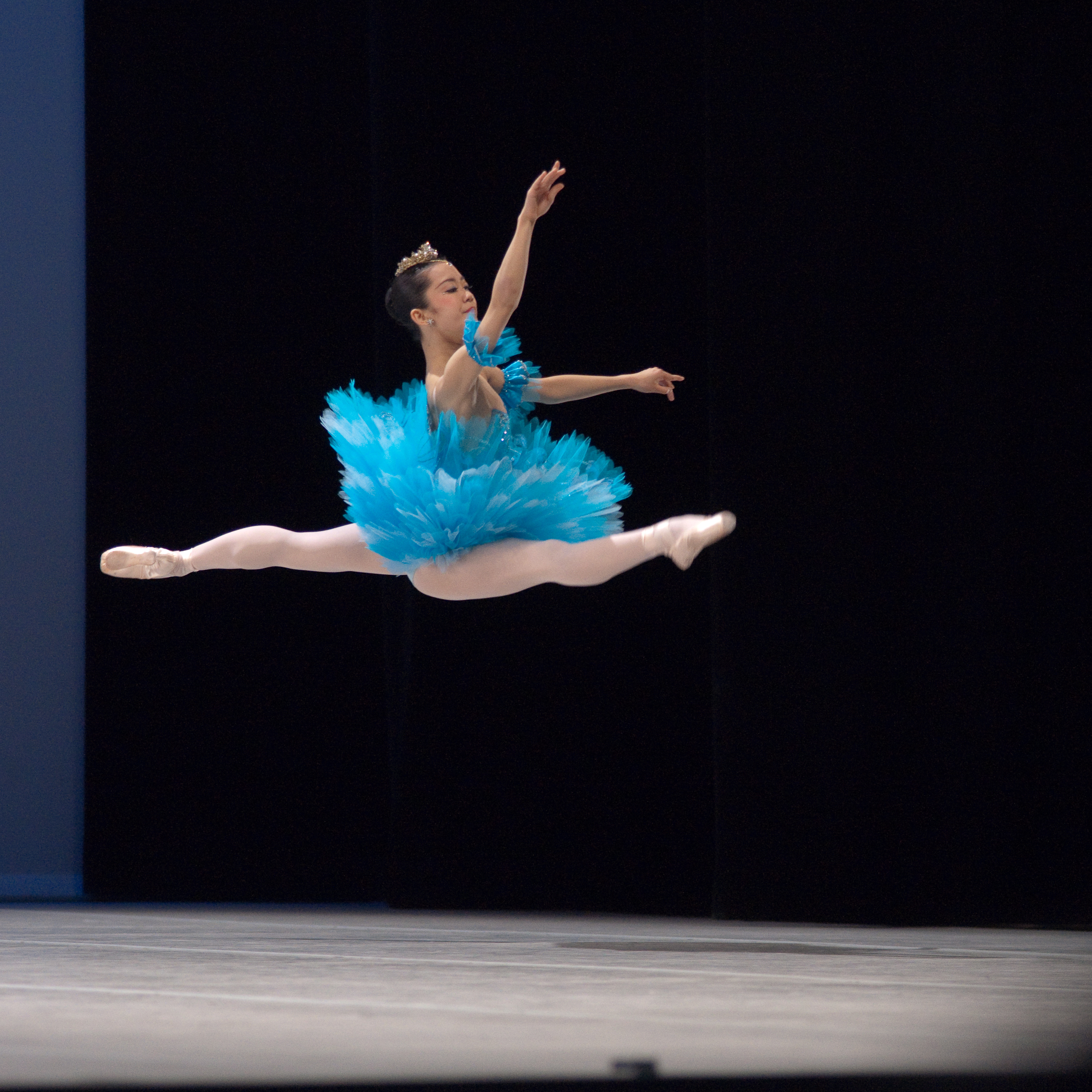
Tútú curt no rígid
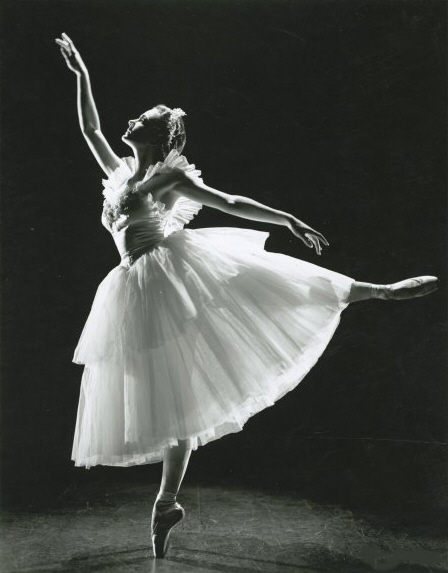
Tutú en dues capes, la faldilla llarga dona joc en salts i moviments amplis
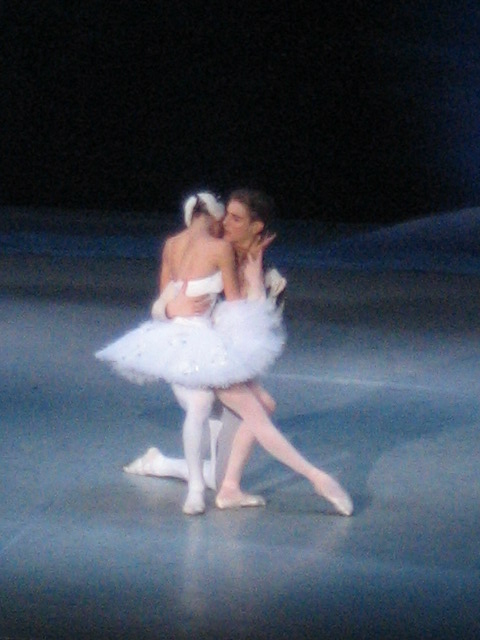
La faldilla curta permet a l'espectador veure les cames

## Actualitat

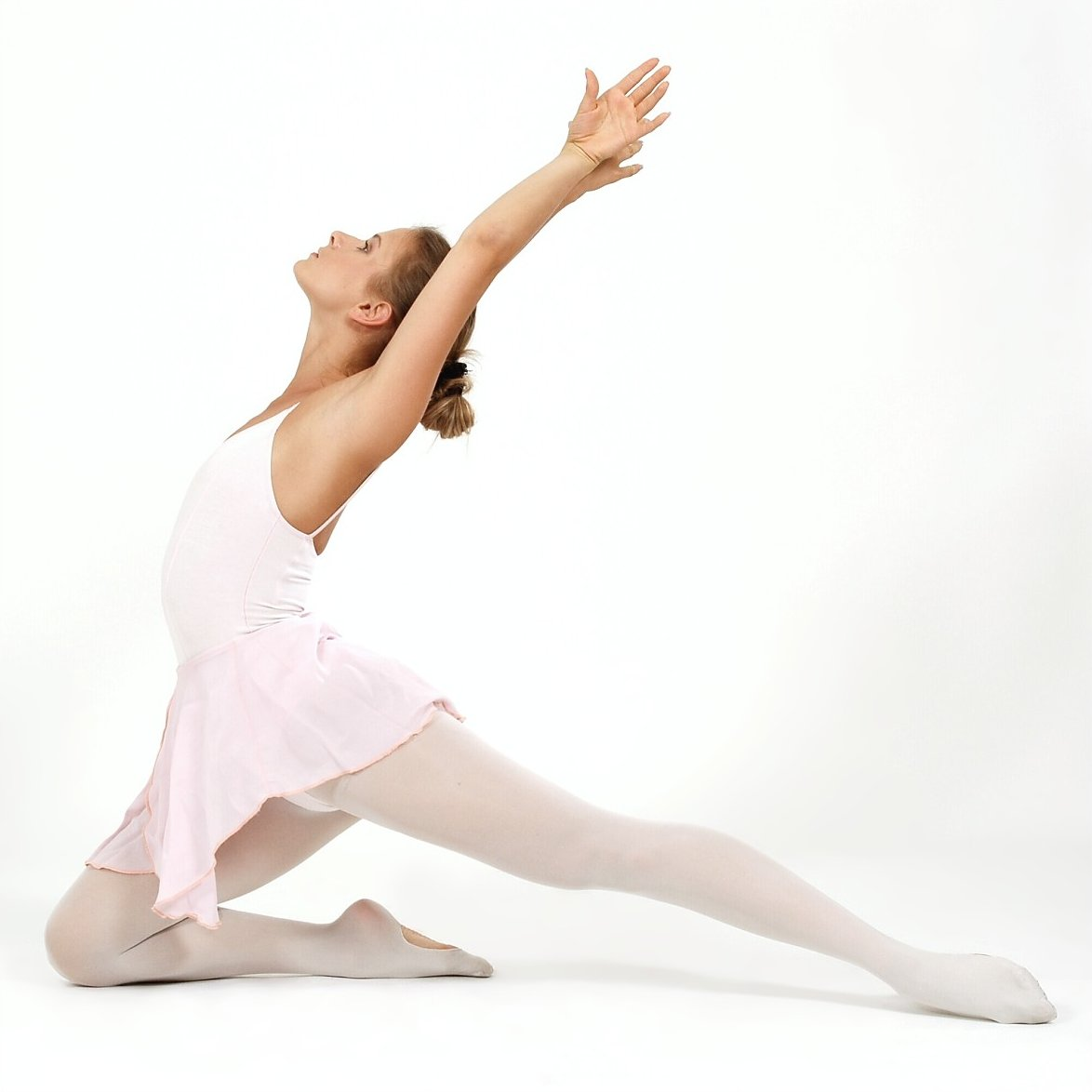
Faldilla dita de treball en dansa clàssica. Consta d'una peça de roba amb caiguda, que es creua i nua a la cintura. No és un tutú.

En l'actualitat els tutús no s'usen als assaigs ni a la formació i manteniment que fan cada dia els ballarins, només a alguns espectacles. S'usen els llargs i els curts i, com passa amb la moda de carrer, l'ús d'un o altre depèn moltes vegades de modes segons els anys, tot i que alguns ballets clàssics de vegades es fan amb el mateix tipus de faldilla usat a l'època de la seva estrena.
Molts espectacles de dansa clàssica actual no utilitzen tutús a la indumentària, ja que no és obligatòria ni necessària. En alguns espectacles, com els Ballets de Trocadero, els porten de vegades els ballarins que fan papers de dona. A la dansa contemporània el tutú en principi no s'utilitza, però tampoc cap norma el prohibeix. De vegades es poden veure tutús en espectacles de patinatge artístic o diversos espectacles de circ.
Als assajos, les ballarines solen portar mallots i complementar-les amb pantalonets curts o malles, o amb pantalons ajustats de llana, que de vegades cobreixen el cos, per a l'escalfament. A finals del segle XX de vegades usaven una faldilleta senzilla, dita de treball, que consistia en un tros de roba semicircular, sovint d'un color pastel o negre, nuat a la cintura amb un elàstic.

## La faldillatutú
En la dècada de 1980 sorgí i es posà de moda un nou tipus de faldilla que sovint es coneix com a tutú perquè recorda el tutú de ballarina, si bé en realitat es tracta d'una versió escurçada de la faldilla corol·la dels anys cinquanta. És, doncs, una minifaldilla ampla i bufada que es duu amb cancan a sota. Aquesta mena de faldilla passà de moda en acabar la dècada, si bé ha conegut retorns. A partir del 2008 les faldilles tutú, en versió mini o midi, no són rares a les passarel·les d'alguns dissenyadors, com Alexander McQueen, Zac Posen o Rodarte, que les inclouen sobretot en vestits de nit o de mudar.